# Paul Melkert
Paul Melkert (Rotterdam, 4 september 1990) is een Nederlands hockeyer.
Melkert speelt als middenvelder al een groot deel van zijn carrière bij HC Rotterdam. Via de jeugd van Hoeksche Waard kwam hij in het hoogste jeugdteam van HC Rotterdam. Vanaf seizoen 2007 speelt hij in de Hoofdklasse bij HC Rotterdam. Met die club werd hij viermaal derde van Nederland, eenmaal tweede en werd hij eenmaal landskampioen in 2013. Verder won hij de bronzen medaille in drie edities van de EHL en de zilveren medaille in seizoen 2009/2010. Melkert is uitgekomen voor verschillende vertegenwoordigende teams.

## Palmares

### Euro Hockey League
- 2008:  Club Rotterdam
- 2009:  Club Rotterdam
- 2010:  Club Rotterdam

### NK
- 2013:  Club Rotterdam
- 2012:  Club Rotterdam
- 2011:  Club Rotterdam
- 2009:  Club Rotterdam
- 2008:  Club Rotterdam

### NK Zaal
- 2008:  Club Rotterdam
- 2010:  Club Rotterdam